# Clase Halland
Los Destructores Clase Halland fueron dos barcos construidos para la Marina Sueca en los 1950s, de un total de cuatro planeados. Dos barcos de características ligeramente diferentes fueron exportados para la Armada Colombiana.

## Diseño

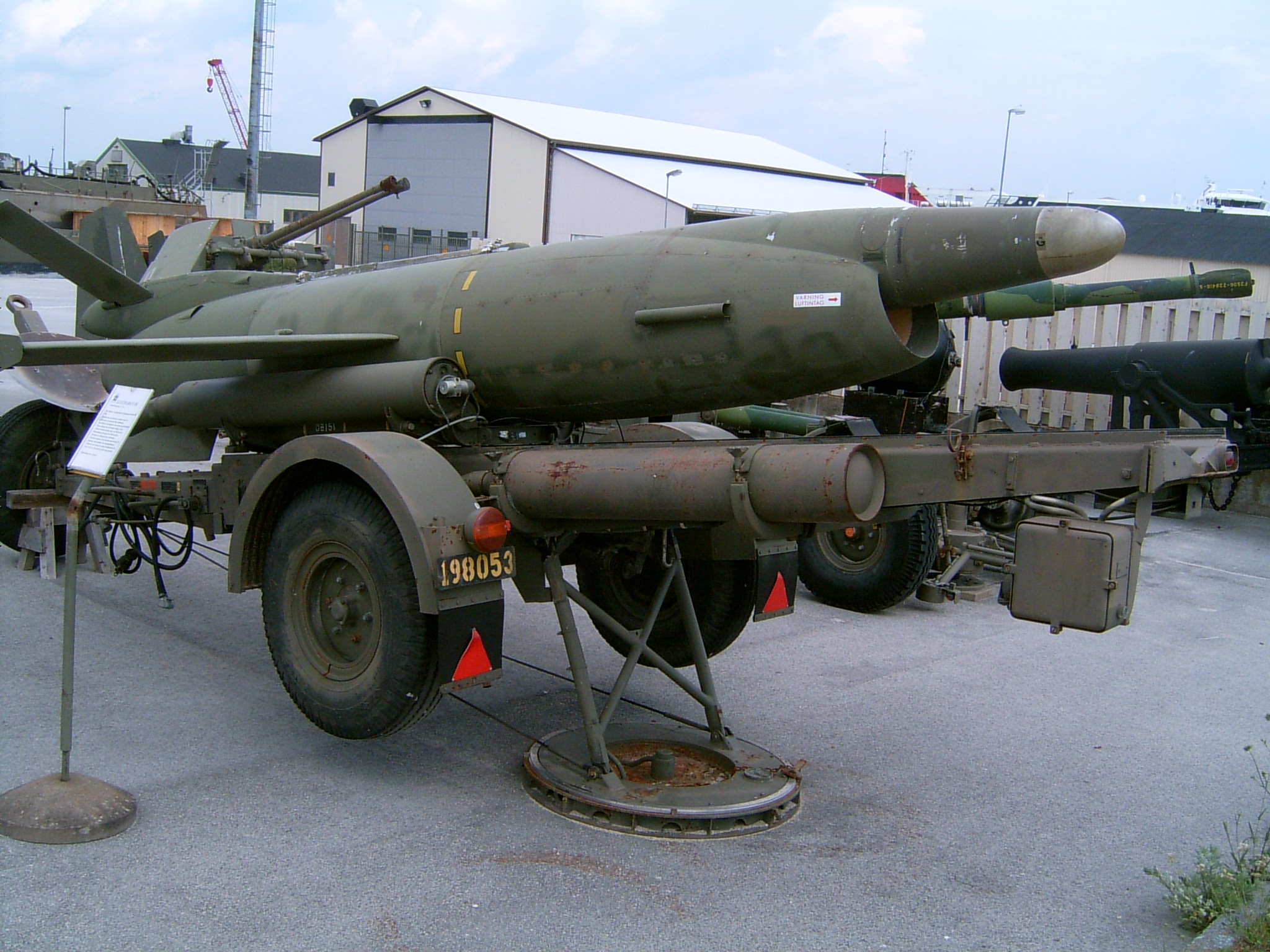
Robot 08
(Versión de Artillería Costera)

Estos buques eran combatientes de superficie de propósito general.

La versión sueca fue desarrollada con fuertes medidas antisubmarinas y fueron re-acondicionados en los 1960s, armados con sistemas de misiles de superficie Robot 08 de Saab/Nord Aviation. 

Los barcos colombianos, en cambio, fueron equipados con armamento más orientado a combate de superficie.

## Buques

### Marina de Suecia
- HMS Halland (J18), construido por Götaverken, Gotemburgo. Comisionado en 1955, retirado en 1982, desguazado en 1985.
- HMS Småland (J19), construido por Eriksbergs Mekaniska Verkstads AB, Gotemburgo. Comisionado en 1956. retirado en 1979, ahora es un buque museo en Gotemburgo.
- HMS Lappland, cancelado en 1958.
- HMS Värmland, cancelado en 1958.

### Armada Colombiana
- ARC ''7 de Agosto'' (D-06), inicialmente iba a ser llamado ARC Trece de Junio (D 06), construido por Götaverken, Gotemburgo. Comisionado en 1958, retirado y desguazado en 1984.
- ARC ''20 de Julio'' (D-05) construido por Eriksbergs Mekaniska Verkstads AB, Gotemburgo. Comisionado en 1958, retirado y desguazado en 1986.

Los buques colombianos tenían una configuración ligeramente diferente:
- Desplazamiento: 2,650 t estándar
3,300 t a capacidad
- Eslora 121m
- Manga 12.4 m
- Calado 4.7 m
- Propulsión: 2 turbinas, 2 calderas, 55000 hp
- Velocidad: 32 kn
- Autonomía: 3000 nmi a 20kn; 445 nmi a 35 kn
- Tripulación: 248
- Armamento: 6 × Bofors 120 mm (3×2)

4 × Bofors 40 mm AA guns (4×1)
4 × 533 mm tubos de torpedo (1×4)
1 × mortero quad Bofors antisubmarino

## Galería

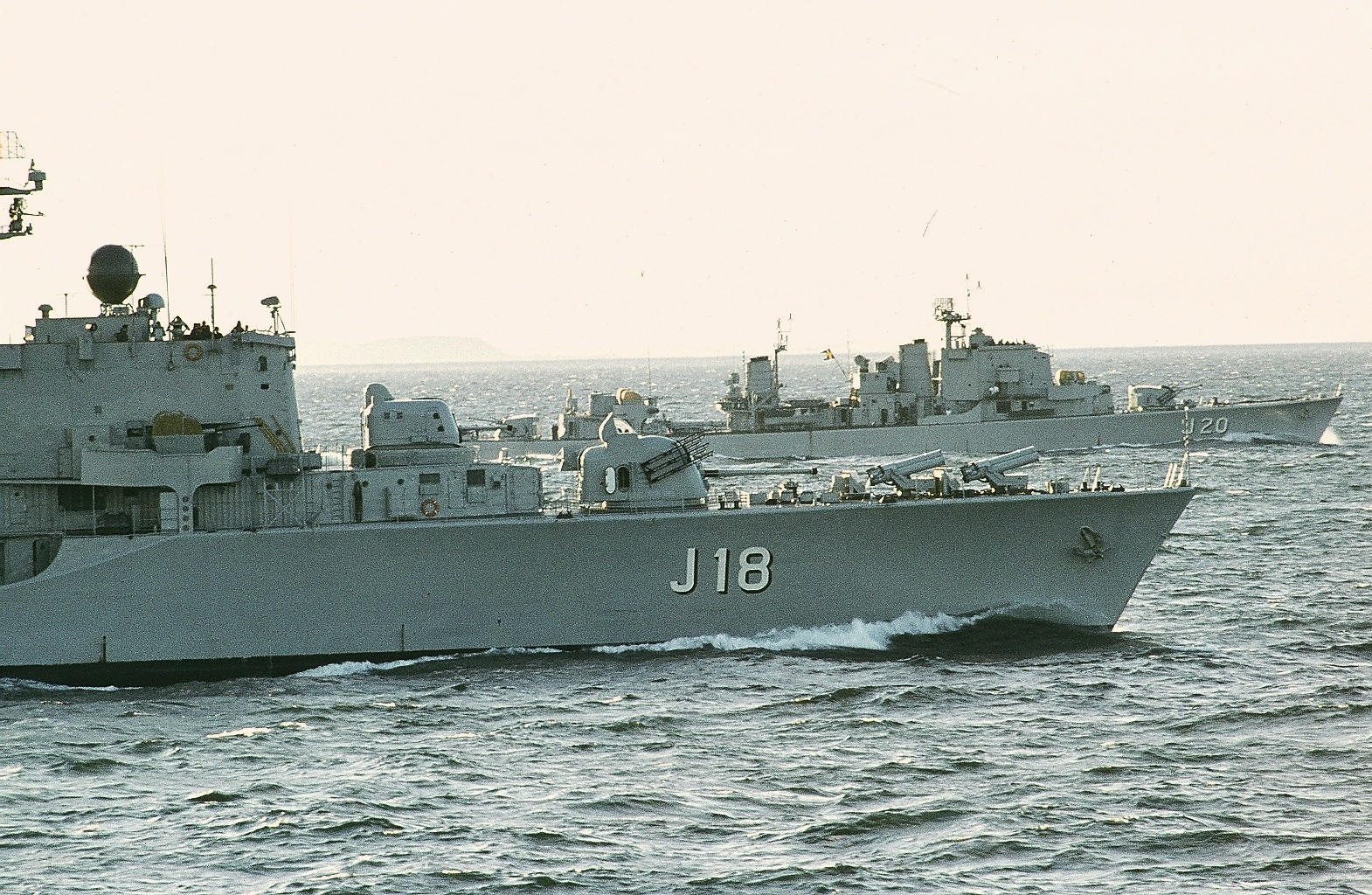
HMS Halland  (al frente) y  HMS Östergötland (atrás) en 1974
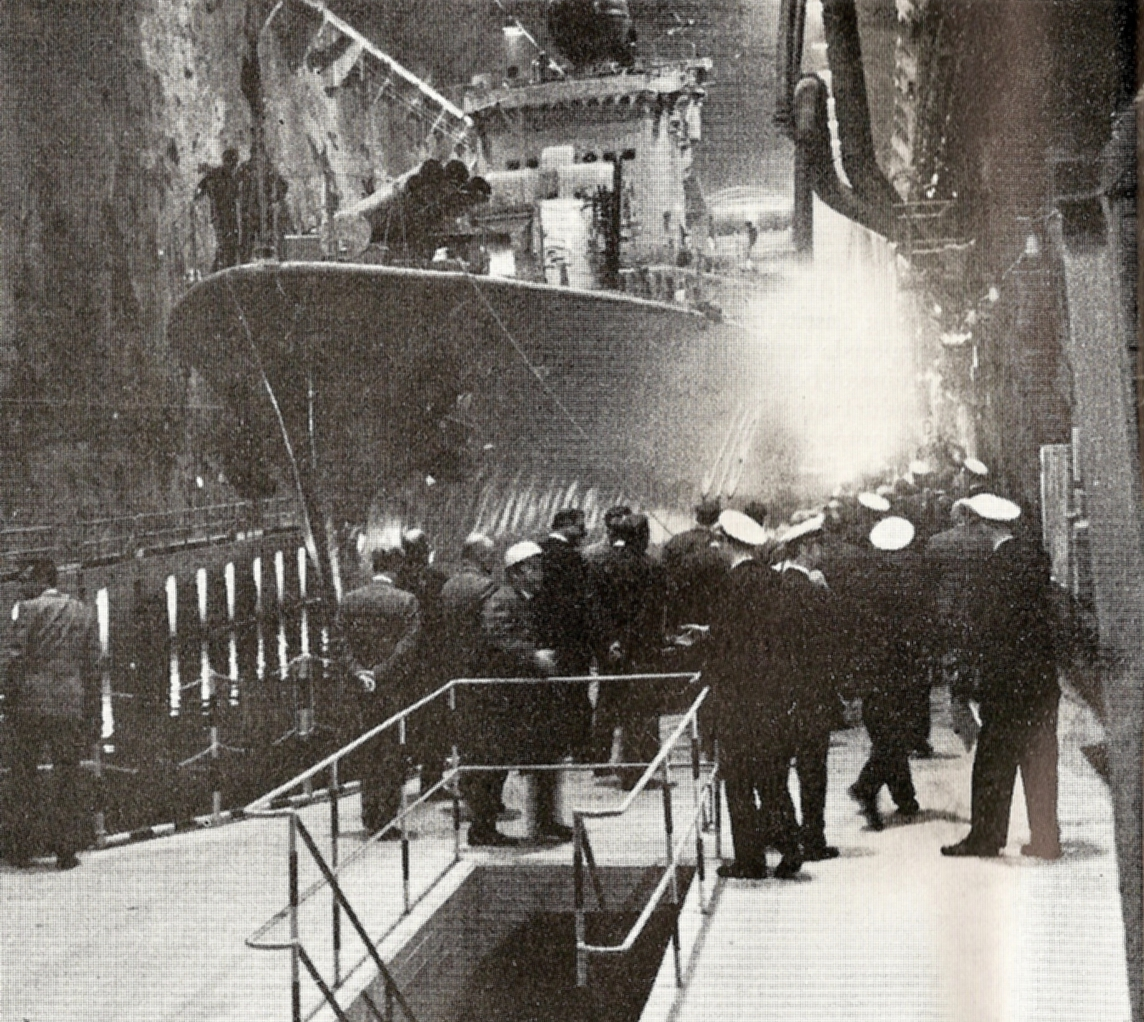
HMS Småland en un búnker de la Base Muskö.
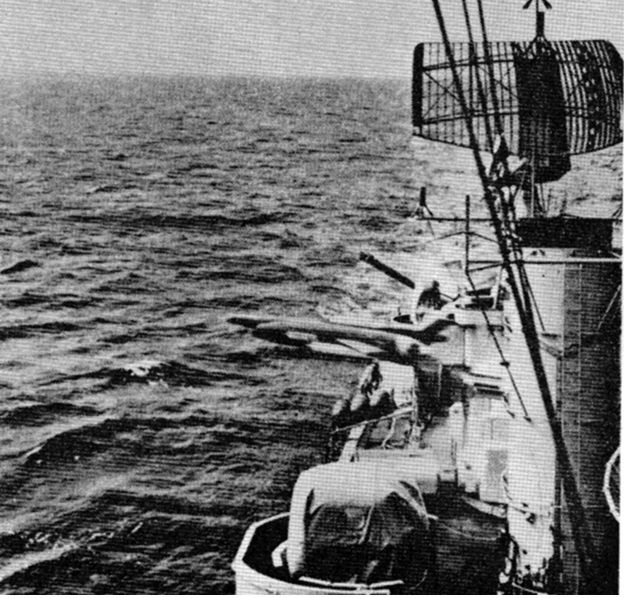
Disparo del misil antibuque Robot 08
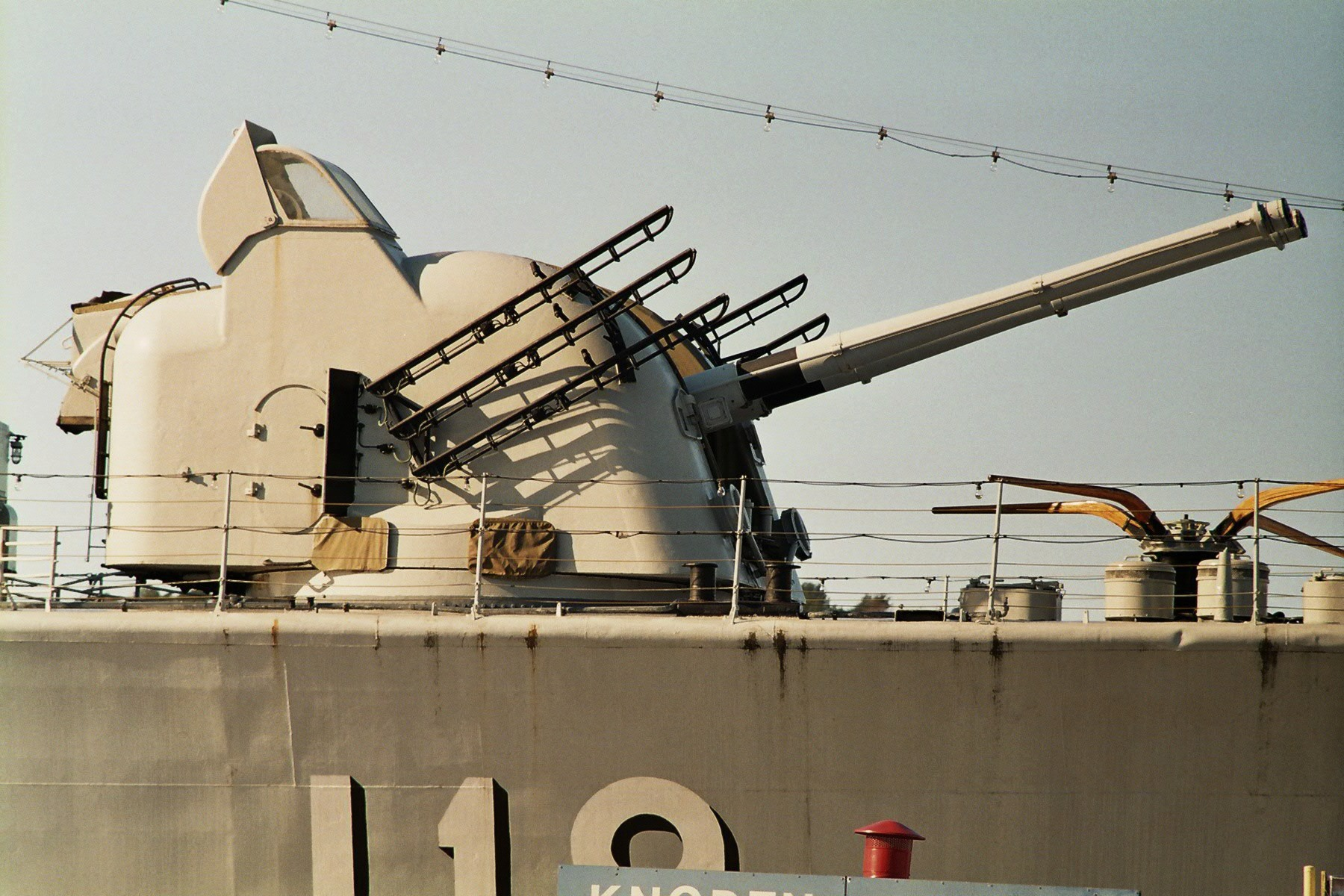
Torreta de proa con cañones de 12cm.
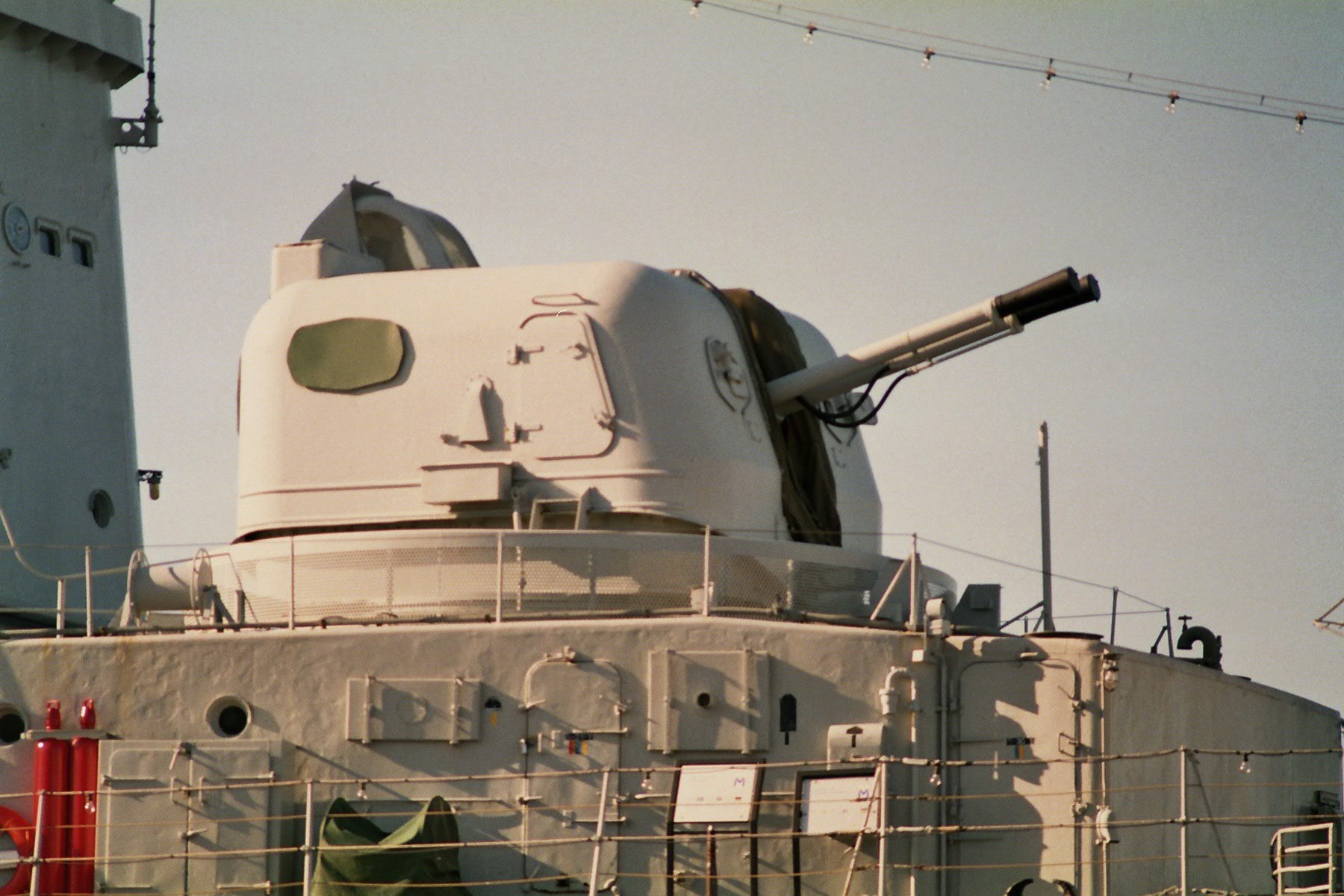
Segunda torreta con cañones de 57mm
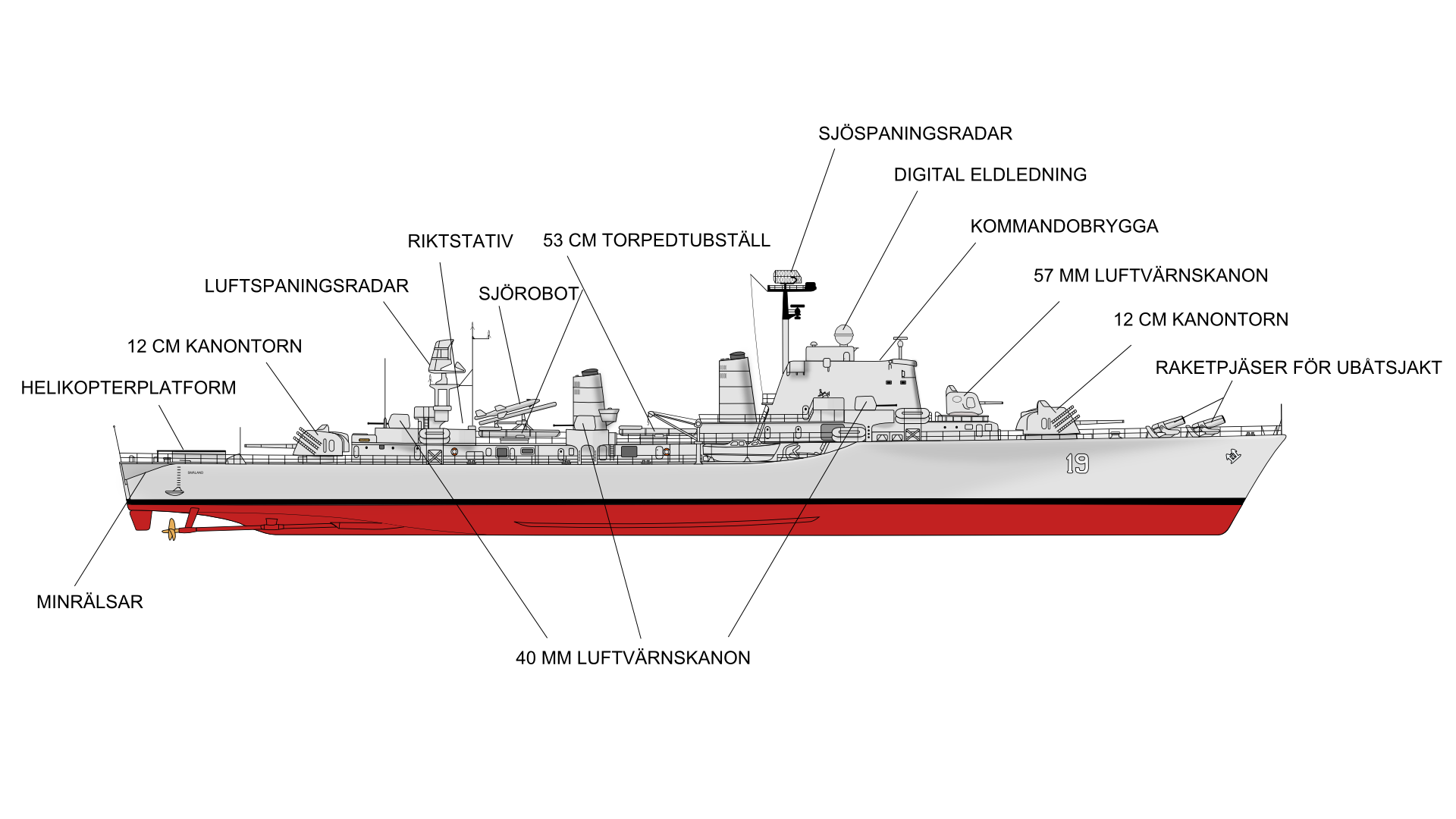
Boceto del HMS Småland